# Campeonato Mundial de Ginástica Acrobática de 2004
O 19º Campeonato Mundial de Ginástica Acrobática foi organizado pela Federação Internacional de Ginástica nos dias 21 a 23 de maio de 2004, em Liévin, na França. Foram disputados 5 eventos nas categorias feminino, masculino e misto.

## Quadro de medalhas
O quadro de medalhas foi publicado.
| Ordem | País           | Medalha de ouro | Medalha de prata | Medalha de bronze | Total |
| ----- | -------------- | --------------- | ---------------- | ----------------- | ----- |
| 1     | Rússia         | 4               | 3                | 0                 | 7     |
| 2     | Estados Unidos | 1               | 0                | 1                 | 2     |
| 3     | Ucrânia        | 0               | 1                | 3                 | 4     |
| 4     | Austrália      | 0               | 1                | 0                 | 1     |
| 5     | Bulgária       | 0               | 0                | 1                 | 1     |
| Total | Total          | 5               | 5                | 5                 | 15    |

## Resultados

### Pares masculinos
Os resultados finais foram os seguintes.
| Posição           | Equipe                             | Nacionalidade | Pontos |
| ----------------- | ---------------------------------- | ------------- | ------ |
| Medalha de ouro   | Ervin Mendikov, Alexei Mochechkin  | Rússia        | 18.780 |
| Medalha de prata  | Andrei Chadrin, Dimitri Chulimanov | Rússia        | 18.530 |
| Medalha de bronze | Serhiy Popov, Mikola Cherbak       | Ucrânia       | 18.220 |
| 4                 | Xi Shengchao, Ji Chengang          | China         | 17.740 |
| 5                 | Anton Ivanov, Radostin Nikolov     | Bulgária      | 17.510 |
| 6                 | Mark Fyson, Christopher Jones      | Grã-Bretanha  | 17.230 |
| 7                 | Alexei Dudko, Dzianis Vidunov      | Bielorrússia  | 16.470 |
| 8                 | Rafael Aliev, Eugeny Drozdov       | Cazaquistão   | 16.080 |

### Grupo masculino
Os resultados finais foram os seguintes.
| Posição           | Equipe                                                                       | Nacionalidade | Pontos |
| ----------------- | ---------------------------------------------------------------------------- | ------------- | ------ |
| Medalha de ouro   | Roman Khairullin, Denis Gircha, Nikolai Glushchenko, Dimitri Shilov          | Rússia        | 19.070 |
| Medalha de prata  | Andrii Bondarenko, Olexander Bondarenko, Vladislav Gluchenko, Andrei Perunov | Ucrânia       | 18.770 |
| Medalha de bronze | Sezgin Ahmedov, Valeri Filipov, Yordan Markov, Ivan Lazarov                  | Bulgária      | 18.690 |
| 4                 | Shen Tao, Chen Liang, Xu Run, Wang Zhen                                      | China         | 18.670 |
| 5                 | Ricardo Figueirinha, Bruno Oliveira, João Godinho, David Batista             | Portugal      | 18.040 |
| 6                 | Alexei Starodubtsev, Sergei Golenko, Pavel Korshunov, Yuri Kuznetsov         | Rússia        | 17.260 |
| 7                 | Stuart McKenzie, David Scott, Barry Hindson, Scott Patterson                 | Grã-Bretanha  | 16.050 |
| 8                 | Sebastien Zarkowski, Martin Walczak, Tomasz Zuberek, Andrei Zumanow          | Polónia       | 14.500 |

### Pares femininos
Os resultados finais foram os seguintes.
| Posição           | Equipe                                | Nacionalidade | Pontos |
| ----------------- | ------------------------------------- | ------------- | ------ |
| Medalha de ouro   | Anna Mokhova, Yulia Lopatkina         | Rússia        | 18.620 |
| Medalha de prata  | Anna Melnikova, Yanna Cholaeva        | Rússia        | 17.880 |
| Medalha de bronze | Irina Lobodzinska, Yulia Kravchenko   | Ucrânia       | 17.390 |
| 4                 | Elizabeth Olivier, Christine Leach    | Grã-Bretanha  | 17.390 |
| 5                 | Leigh Simpson, Lauren Belchamber      | Grã-Bretanha  | 16.700 |
| 6                 | Wu Jin Mei, Shi Dan Ying              | China         | 16.170 |
| 7                 | Pauline Diender, Margaretha Plantenga | Países Baixos | 15.930 |
| 8                 | Natalia Ossolodkova, Nelli Pak        | Cazaquistão   | 14.820 |

### Grupo feminino
Os resultados finais foram os seguintes.
| Posição           | Equipe                                                     | Nacionalidade  | Pontos |
| ----------------- | ---------------------------------------------------------- | -------------- | ------ |
| Medalha de ouro   | Ekaterina Stroynova, Ekaterina Loginova, Gouzel Khassanova | Rússia         | 22.420 |
| Medalha de prata  | Jessica Stamenovic, Tara Bushbridge, Veronica Gravolin     | Austrália      | 19.670 |
| Medalha de bronze | Danielle Heider, Samantha Schabow, Jennifer Da Silva       | Estados Unidos | 19.630 |
| 4                 | Olexandra Gorkovenko, Alla Basiuk, Larisa Semeniuk         | Ucrânia        | 19.210 |
| 5                 | Elena Kirilova, Elena Moiseeva, Tatiana Alexeeva           | Rússia         | 18.990 |
| 6                 | Gaukhar Ahmetova, Alexandra Yenina, Aigul Dukenbayeva      | Cazaquistão    | 18.910 |
| 7                 | Yvonne Weish, Stefanie Akroyd, Victoria Pattison           | Grã-Bretanha   | 18.810 |
| 8                 | Sophie Schwassmann, Susanne Schaeffer, Natalia Arent       | Alemanha       | 17.610 |

### Pares mistos
Os resultados finais foram os seguintes.
| Posição           | Equipe                               | Nacionalidade  | Pontos |
| ----------------- | ------------------------------------ | -------------- | ------ |
| Medalha de ouro   | Shenea Booth, Arthur Davis           | Estados Unidos | 20.640 |
| Medalha de prata  | Revaz Gurgenidze, Anna Katchalova    | Rússia         | 20.210 |
| Medalha de bronze | Sergei Pelepets, Marina Chevchuk     | Ucrânia        | 18.000 |
| 4                 | Tomasz Kapuscinski, Beata Surmiak    | Polónia        | 17.610 |
| 5                 | Yves Van Der Donckt, Tiffany Cuyt    | Bélgica        | 17.540 |
| 6                 | Manuel Martins, Ines Rodrigues       | Portugal       | 17.140 |
| 7                 | Chen Feifei, Li Huiguan              | China          | 15.160 |
| 8                 | Nedko Kostadinov, Albena Alexandrova | Bulgária       | 15.000 |